# Едґар Мун
Едґар Мун (англ. Edgar Moon; 3 грудня 1904 — 26 травня 1976) — колишній австралійський тенісист.
Перемагав на турнірах Великого шолома в одиночному, парному та змішаному парному розрядах.
Завершив кар'єру 1940 року.

## Фінали турнірів Великого шолома

### Одиночний розряд (1 перемога)
| Результат | Рік  | Турнір              | Покриття | Суперник     | Рахунок       |
| --------- | ---- | ------------------- | -------- | ------------ | ------------- |
| Перемога  | 1930 | Чемпіонат Австралії | Трава    | Геррі Гопмен | 6–3, 6–1, 6–3 |

### Парний розряд (1–3)
| Результат | Рік  | Турнір              | Покриття | Партнер       | Суперники                      | Рахунок                 |
| --------- | ---- | ------------------- | -------- | ------------- | ------------------------------ | ----------------------- |
| Поразка   | 1928 | Чемпіонат Австралії | Трава    | Джим Віллард  | Жан Боротра Жак Брюньйон       | 2–6, 6–4, 4–6, 4–6      |
| Поразка   | 1929 | Чемпіонат Австралії | Трава    | Джек Каммінґс | Джек Кроуфорд Геррі Гопмен     | 1–6, 8–6, 6–4, 1–6, 3–6 |
| Перемога  | 1932 | Чемпіонат Австралії | Трава    | Джек Кроуфорд | Геррі Гопмен Джералд Паттерсон | 12–10, 6–3, 4–6, 6–4    |
| Поразка   | 1933 | Чемпіонат Австралії | Трава    | Джек Кроуфорд | Кейт Ґледгілл Елсворт Вайнс    | 4–6, 8–10, 2–6          |

### Мікст (2–1)
| Результат | Рік  | Турнір                     | Покриття | Партнер        | Суперники                            | Рахунок  |
| --------- | ---- | -------------------------- | -------- | -------------- | ------------------------------------ | -------- |
| Поразка   | 1928 | Національний чемпіонат США | Трава    | Едіт Кросс     | Гелен Віллс Джек Говкс               | 1–6, 3–6 |
| Перемога  | 1929 | Чемпіонат Австралії        | Трава    | Дафне Акгерст  | Марджорі Кокс Кроуфорд Джек Кроуфорд | 6–0, 7–5 |
| Перемога  | 1934 | Чемпіонат Австралії        | Трава    | Джоан Гартіґан | Емілі Гуд Вестакотт Рей Данлоп       | 6–3, 6–4 |